# قراول خانة (دالكي)
قراول خانة (بالفارسية: قراول‌خانه) هي قرية تقع في إيران في قسم دالكي الريفي. يقدر عدد سكانها بـ 471 نسمة بحسب إحصاء 2016.